# ATP Challenger Ağrı
Das ATP Challenger Ağrı (offizieller Name: Ağrı Cup) ist ein Tennisturnier in Ağrı, das 2015 einmalig ausgetragen wurde. Es war Teil der ATP Challenger Tour und wurde im Freien auf Hartplatz ausgetragen.

## Liste der Sieger

### Einzel
| Jahr | Sieger         | Finalgegner   | Ergebnis |
| ---- | -------------- | ------------- | -------- |
| 2015 | Farrux Doʻstov | Saketh Myneni | 6:4, 6:4 |

### Doppel
| Jahr | Sieger                                  | Finalgegner                        | Ergebnis  |
| ---- | --------------------------------------- | ---------------------------------- | --------- |
| 2015 | Konstantin Krawtschuk Denys Moltschanow | Alexander Igoschin Jaraslau Schyla | 6:3, 7:64 |